# Missienaaikring
Een missienaaikring maakte naaiwerk voor de missie. Ook werd er voor de Nederlandse militairen in toenmalig Nederlands-Indië gezorgd, bijvoorbeeld door het sturen van tijdschriften zoals de Maasboei.

## Oprichting
In Noord-Brabant werden diverse missiebonden opgericht door pater Andreas. Ook bekend onder de naam de blinde pater omdat hij blind werd gedurende zijn missie in Borneo omstreeks 1914.
In Velp (bij Grave) werd de missienaaikring St. Agnes opgericht door deze pater.